# Narciso Bonamich
Narciso Bonamich (f. Villarejo de Salvanés, 26 de mayo de 1741) fue un médico español del siglo XVIII, formado en la Universidad de Alcalá de Henares, que ejerció su labor profesional en Villarejo de Salvanés.
De origen catalán, Bonamich fue uno de los impugnadores del padre Feijoo ya que como médico no pudo aprobar su escepticismo y desprecio por la Medicina, publicando el mismo año de su fallecimiento unos “Duelos médicos, contra el teatro crítico del reverendísimo padre Fray Benito Feijoo y contra la palestra médica del padre Fr. Antonio Rodríguez”, Madrid 1741, en donde en el duelo 1.º, trata de demostrar la falsedad de la opinión de todos aquellos que ponían en solfa la efectividad del arte médico, y contesta los argumentos de Feijoo contra la Medicina, en el sentido de que no es igual disputarse una cosa que ignorarse.